# Arthur Thomas Drinkwater
Arthur Thomas Drinkwater, avstralski častnik, vojaški pilot in letalski as, * 3. februar 1894, Queenscliff, Viktorija, Avstralija, † 1972, Queensland, Avstralija.  	
Stotnik Drinkwater je v svoji vojaški karieri dosegel 9 zračnih zmag. 

## Odlikovanja
- Distinguished Flying Cross (DFC)